# اندیس تالک نازیل
تالک نازیل یک اندیس غیرفلزی است که در حوالی شهر نوک آباد استان سیستان و بلوچستان قرار دارد و مادهٔ معدنی موجود در آن، تالک است.سنگ میزبان این اندیس سرپانتینیت-پریدوتیت آلتره است و دیرینگی آن به دوران کرتاسه بالایی می‌رسد. 